# Baryancistrus xanthellus
Baryancistrus xanthellus is een straalvinnige vissensoort uit de familie van de harnasmeervallen (Loricariidae). De wetenschappelijke naam van de soort is voor het eerst geldig gepubliceerd in 2011 door Rapp Py-Daniel, Zuanon & Ribeiro de Oliveira.